# Звинувачуються в убивстві
«Звинувачуються у вбивстві» (рос. «Обвиняются в убийстве») — молдовський радянський художній фільм 1969 року режисера Бориса Волчека.

## Сюжет
Четверо п'яних хлопців до смерті забили свого однолітка за те, що він захистив від них дівчину. Вина хуліганів очевидна. Зіставляючи факти, аналізуючи показання свідків, суддя Хромова приходить до висновку, що вина лежить не тільки на прямих винуватцях вбивства…

## У ролях
- Олена Козелькова
- Олексій Панькин
- Олена Добронравова
- Наталія Гущина
- Володимир Носик
- Семен Морозов
- Марія Призван-Соколова
- Ігор Старигін
- Олексій Глазирін
- Володимир Анісько
- Євген Євстигнєєв
- Всеволод Якут — Ковальов, професор
- Ніна Маслова
- Євген Герасимов
- Юрій Горобець
- Анатолій Борисов
- Іван Любич
- Валентина Березуцька
- Володимир Бєлокуров
- Кирило Гунн
- Лілія Захарова
- Сергій Приселков
- Борис Руднєв
- Дмитро Орловський

## Творча група
- Сценарій: Леонід Агранович
- Режисер: Борис Волчек
- Оператор: Борис Волчек, Валентин Макаров
- Композитор: Едуард Лазарєв